# Spofforth Castle
Spofforth Castle är ett slott i Storbritannien.   Det ligger i grevskapet North Yorkshire och riksdelen England, i den centrala delen av landet, 290 km norr om huvudstaden London. Spofforth Castle ligger 45 meter över havet.
Terrängen runt Spofforth Castle är platt. Runt Spofforth Castle är det ganska tätbefolkat, med 248 invånare per kvadratkilometer. Närmaste större samhälle är Leeds, 18,6 km söder om Spofforth Castle. Omgivningarna runt Spofforth Castle är en mosaik av jordbruksmark och naturlig växtlighet.